# 南町停留場
南町停留場（みなみまちていりゅうじょう）は、愛媛県松山市道後町二丁目にある伊予鉄道城南線の停留所である。停留所番号は22。市内電車（松山市内線）の3、5号線が使用する。

## 歴史
- 1926年（大正15年） - 農事試験場前停留場として開業[2]。
- 1944年（昭和19年） - 南町停留場に改称[2]。
- 1986年（昭和61年）4月13日 - 軌道を付け替え。同時に安全地帯を新設[2]。

## 構造
相対式ホーム2面2線で、上下線とも安全地帯付。ホーム長が長く、2両の電車が停車可能である。

### のりば
| ホーム | 路線   | 行先           |
| ------ | ------ | -------------- |
| 北側   | ■3号線 | 道後温泉行き   |
| 北側   | ■5号線 | 道後温泉行き   |
| 南側   | ■3号線 | 松山市駅行き   |
| 南側   | ■5号線 | JR松山駅前行き |

## 周辺
- 愛媛県県民文化会館
- 愛媛県総合社会福祉会館
- 愛媛県国際交流センター
- 南町駐車場
- 道後友輪荘
- 愛媛県身体障がい者福祉センター
- 松風寺
- 西龍寺
- カトリック道後教会
- 日本基督教団松山城東教会

## バス路線
南町県民文化会館前バス停から伊予鉄バスと瀬戸内運輸の路線が発着している。
| 路線番号                 | 路線名                   | 経路 | 運行事業者 |
| （52）                   | 松山空港線               | 松山空港 - 松山斎院営業所口 - JR松山駅前 - 大手町 - 松山市駅 - 市役所前 - 県庁前 - 一番町/大街道 - ロープウェイ前/喜与町 - 日赤前 - 上一万駅前 - 南町県民文化会館前 - 道後温泉駅前 - 石手寺 - 岩堰 - 湯之元 - 奥道後 - 湧ヶ淵 | 伊予鉄バス |
| （52）                   | 松山空港線               | 松山空港 - 松山斎院営業所口 - JR松山駅前 - 大手町 - 松山市駅 - 市役所前 - 県庁前 - 一番町/大街道 - ロープウェイ前/喜与町 - 日赤前 - 上一万駅前 - 南町県民文化会館前 - 道後温泉駅前 - 石手寺 - 岩堰 - 湯之元 - 湯の山ニュータウン | 伊予鉄バス |
| （70）                   | 伊台線                   | 松山市駅 - 市役所前 - 県庁前 - 大街道 - 東署前 - 上一万駅前 - 南町県民文化会館前 - 祝谷橋 - 松山ベテル病院前 - 山田 - 道後白水台 - 道後平入口 - 瀬戸風ハイツ前 - 伊台 | 伊予鉄バス |
| 松山空港リムジン         | 松山空港リムジン         | 松山空港 - （JR松山駅前 - 松山市駅 - 大街道 - 南町県民文化会館前 - 道後温泉駅前） | 伊予鉄バス |
| 松山観光港リムジン       | 松山観光港リムジン       | 松山観光港 - （JR松山駅前 - 松山市駅 - 大街道 - 南町県民文化会館前 - 道後温泉駅前） | 伊予鉄バス |
| 松山・今治～大三島特急線 | 松山・今治～大三島特急線 | 松山市駅 - 大街道 - 南町県民文化会館前 - 公園北口子規記念館前 - 奥道後 - 藤野々 - 河中 - 大井野 - 米野々口 - 竜岡 - 玉川支所前 - 大須木 - 別名 - 馬越 - 常盤町6丁目 - 今治駅前 - 今治バスセンター - 今治桟橋 | 瀬戸内運輸 |
| 松山・今治～大三島特急線 | 松山・今治～大三島特急線 | 松山市駅 - 大街道 - 南町県民文化会館前 - 公園北口子規記念館前 - 奥道後 - 藤野々 - 河中 - 大井野 - 米野々口 - 竜岡 - 玉川支所前 - 大須木 - 別名 - 馬越 - 常盤町6丁目 - 今治駅前 - 今治桟橋 - 今治バスセンター - 今治県病院前 - 馬島BS - 亀山 - 吉海支所前 - 石文化公園 - 伯方島BS - 上浦BS - 大三島BS - 井口港 - 大山祇神社前 - 宮浦港 | 瀬戸内運輸 |

※経路の（停留所 - 停留所）でくくった中の相互の乗降はできない。

## 隣の停留場
伊予鉄道
■3号線・■5号線
道後公園停留場 (23) - 南町停留場 (22) - 上一万停留場 (16)